# Gauthier II Berthout
Pour les articles homonymes, voir Maison Berthout, Berthout et Gauthier II.
Gauthier II Berthout (†1180), est un membre de la noblesse féodale du duché de Basse-Lotharingie qui vécut au XIIe siècle. À la mort de son père, Arnould Berhout, il devient seigneur de diverses possessions familiales situées principalement autour de Malines et du pays d'Arckel.

## Biographie
Gauthier est le fils aîné du seigneur de Grimbergen, Arnould Berthout,. On ne connaît pas la date de sa naissance. Avec son frère Gérard, il combattit les comtes de Louvain aux côtés de son père lors de la Guerre de Grimbergen (1141-1159).
À la mort de son père, il hérite des pays situés autour de Malines et du pays d'Arckel, ainsi que des villages de Duffel, Waelhem, Berlaer, Geel et autres dans la Campine. La seigneurie de Malines, qui appartient alors à l'Eglise de Liège, ne fait toutefois pas partie des possessions familiales de la famille Berthout. À la suite de la destruction du château familial de Grimbergen en 1159, Gauthier décide toutefois de s'installer à Malines, alors en pleine extension. Le rôle politique qu'y joue Gauthier est sans importance mais cette installation marque le début d'une influence grandissante que la famille Berthout exercera sur la seigneurie et qui aboutira à leur confier l'avouerie de l'Eglise de Liège à Malines.

## Filiation
Gauthier se marie à Margareth de Grimbergen, fille de Gérard de Grimbergen et de sa femme Adélaïs. Ils eurent un fils, Gauthier III Berthout, qui succède à son père en 1180.